# Ludwig Kahn
Ludwig Werner Kahn (geb. 18. Oktober 1910 in Berlin; gest. 4. Dezember 2007 in Seattle, Washington) war ein deutsch-amerikanischer Germanist.

## Leben und Tätigkeit
Kahn war ein Sohn des Juristen Bernhard Kahn und seiner Frau Doro, geb. Frischberg (1886–1964). Ein Großonkel von ihm, den er allerdings nie persönlich kennen lernte, war der Philosoph Edmund Husserl.
Nach dem Besuch des Fichte-Gymnasiums in Berlin studierte Kahn von 1928 bis 1930 und von 1931 bis 1933 Germanistik, Anglistik, Romanistik und Philosophie an der Friedrich-Wilhelms-Universität. Zu seinen Lehrern dort gehörte Petersen. Von 1930 bis 1931 verbrachte er einige Monate am University College in London und dann einige Monate an der Pariser Sorbonne. Um 1931 begann Kahn in Berlin mit der Arbeit an einer Dissertation über William Shakespeares Sonette.
Nach der Machtergreifung der Nationalsozialisten im Frühjahr 1933 wurde Kahn aufgrund seiner jüdischen Herkunft aus dem Staatsdienst verdrängt. Er ging 1934 in die Schweiz, wo er seine Promotion, die er im NS-Staat nicht mehr formal hatte abschließen können, an der Universität Bern bei Fritz Strich abschloss. Nach der Promotion zum Dr. phil. zog er nach Großbritannien, wo er sich in London niederließ.
In London arbeitete Kahn von 1934 bis 1936 für das Warburg Institute sowie von 1935 bis 1936 zusätzlich als Hilfsdozent (assistant lecturer) am University College der University of London. Dort erhielt er 1936 zudem einen britischen MA-Abschluss.
1937 siedelte Kahn in die Vereinigten Staaten über. 1943 wurde er dort eingebürgert. In den USA lehrte er zunächst von 1937 bis 1940 als Instructor für deutsche Sprache und Literatur an der University Rochester in New York, dann von 1940 bis 1942 als Instructor am Bryn Mawr College in Pennsylvania und von 1942 bis 1943 als Coordinator of Inter-American und am Vassar College (1943).
Von den nationalsozialistischen Polizeiorganen wurde Kahn nach seiner Emigration als Staatsfeind eingestuft. Im Frühjahr 1940 setzte das Reichssicherheitshauptamt in Berlin ihn auf die Sonderfahndungsliste G.B., ein Verzeichnis von Personen, die im Falle einer erfolgreichen deutschen Invasion Großbritanniens durch die Sonderkommandos der SS-Einsatzgruppen mit besonderer Priorität ausfindig gemacht und verhaftet werden sollten.
1947 wurde er als Professor für Deutsche Sprache und Literatur am City College der City University of New York in New York bestallt (German and Comparative Literature): Von 1947 bis 1952 lehrte er dort als Assistant Professor und dann von 1952 bis 1961 als Associate Professor und von 1961 bis 1967 als vollwertiger Professor und Vorsteher der Abteilung (Professor and Department Chairman). Zwischendurch lehrte er 1959/1960 als Gastprofessor an der TH Stuttgart.
Seit 1967 lehrte Kahn als Professor für Deutsche Sprache und Literatur (Gebhard Professor of German) an der Columbia University. 1968 sowie 1979 war er als Gastprofessor (Visiting Professor) für Deutsch an der Yale University tätig. City of New York graduate Center (1971).
Von 1973 bis 1976 war er Direktor des Deutschen Hauses der Columbia University in New York und seit 1974 Mitglied des Council for Research in the Humanities an der Columbia University, New York. Seit 1969 war Kahn auch beigeordneter Herausgeber der Fachzeitschrift German Review und zudem Mitglied der Germanistic Society of America.
Kahns Nachlass liegt seit 2003 im Deutschen Exilarchiv.

## Ehrungen
Kahn war u. a. Senior Fulbright Research Fellow an der Universität Stuttgart, Fellow der John Guggenheim Foundation und Träger des Bundesverdienstkreuzes 1. Klasse.

## Familie
Am 12. Juli 1941 heiratete Kahn Tayana Uffner (1920–1980). Aus der Ehe gingen zwei Kinder Andrée (geb. 1945) und Miriam (geb. 1948), hervor.

## Schriften
- Shakespeares Sonette in Deutschland. 1934.
- Shakespeares Sonette in Deutschland. Versuch einer literarischen Typologie. Bern und Leipzig 1935.
- Social Ideals in German Literature 1770–1830. 1938.
- Literatur und Glaubenskrise. Stuttgart 1964.